# Campeonato Mundial de Gimnasia Artística de 1934
El X Campeonato Mundial de Gimnasia Artística se celebró en Budapest (Hungría) entre el 11 y el 12 de junio de 1934 bajo la organización de la Federación Internacional de Gimnasia (FIG) y la Federación Húngara de Gimnasia.

## Resultados

### Masculino
| Evento                 | Oro                                | Plata                                                    | Bronce                                                              |
| ---------------------- | ---------------------------------- | -------------------------------------------------------- | ------------------------------------------------------------------- |
| Concurso completo ind. | Eugene Mack · Suiza · 138,950 pts. | Romeo Neri Italia 137,750 pts.                           | Emanuel Löffler Checoslovaquia 136,150 pts.                         |
| Suelo                  | George Miez · Suiza · 18,950       | Eugene Mack · Suiza · 18,350                             | Kurt Krötzsch Alemania 18,250                                       |
| Caballo con arcos      | Eugene Mack · Suiza · 19,150       | Eduard Steinemann · Suiza · 18,900                       | Jan Sládek Checoslovaquia 18,750                                    |
| Anillas                | Alois Hudec Checoslovaquia 19,450  | Eugene Mack · Suiza · 19,000                             | Mathias Logelin Luxemburgo Jaroslav Kollinger Checoslovaquia 18,900 |
| Salto de potro         | Eugene Mack · Suiza · 20,000       | Eduard Steinemann · Suiza · 19,400                       | Romeo Neri Italia 19,200                                            |
| Paralelas              | Eugene Mack · Suiza · 19,750       | Joseph Walter · Suiza · 19,250                           | Walter Bach · Suiza · 19,200                                        |
| Barra fija             | Ernst Winter Alemania 19,650       | Heinz Sandrock · Alemania · George Miez · Suiza · 19,450 |                                                                     |
| Concurso por equipos   | Suiza · 788,200                    | Checoslovaquia 772,900                                   | Alemania 769,550                                                    |

### Femenino
| Evento                 | Oro                                        | Plata                              | Bronce                                    |
| ---------------------- | ------------------------------------------ | ---------------------------------- | ----------------------------------------- |
| Concurso completo ind. | Vlasta Děkanová Checoslovaquia 60,280 pts. | Margit Kalocsy Hungría 59,580 pts. | Janina Skyrlińska · Polonia · 58,650 pts. |
| Concurso por equipos   | Checoslovaquia 590,560                     | Hungría 584,400                    | Polonia · 479,480                         |

## Medallero
| Núm. | País           | Oro | Plata | Bronce | Total |
| ---- | -------------- | --- | ----- | ------ | ----- |
| 1    | Suiza          | 6   | 6     | 1      | 13    |
| 2    | Checoslovaquia | 3   | 1     | 3      | 7     |
| 3    | Alemania       | 1   | 1     | 2      | 4     |
| 4    | Hungría        | 0   | 2     | 0      | 2     |
| 5    | Italia         | 0   | 1     | 1      | 2     |
| 6    | Polonia        | 0   | 0     | 2      | 2     |
| 7    | Luxemburgo     | 0   | 0     | 1      | 1     |
|      | TOTAL          | 10  | 11    | 10     | 31    |